# Српска банка
Српска банка д. д. је била најважнија банка Срба у Аустроугарској до Првог светског рата. Постојала је, као једна од највећих банака, до Другог светског рата.
Основни капитал Банке био је 40,5 милиона динара подељен на 50 хиљада акција.
Основана је у Загребу 3. априла 1895. године од стране групе угледних српских грађана коју су чинили Владимир Матијевић, барон Јован Живковић Фрушкогорски, др Богдан Медаковић, др Светислав Шумановић и др Ливије Радивојевић. Изгледа да је извесну улогу у оснивању банке имао и Коста Таушановић, ранији министар привреде Краљевине Србије који се у то време налазио у Загребу. Главни покретач и дугогодишњи председник банке до смрти 1929. године био је Матијевић, раније трговац који је имао широке пословне везе и добро познавао српске крајеве у Аустроугарској. На почетку рада банка је имала капитал од 3,06 милиона форинти, а директор је био Ђорђе Велисављевић.
Српска банка представљала је стожера финансијске организације Срба прво у банској Хрватској, а затим у Босни и Херцеговини и целом подручју Аустроугарске. Прикупљала је депозите и финансирала трговачке, индустријске и друге послове, укључујући и широко кредитирање сељака. Око ње је временом формиран већи број локалних српских банака и штедионица. Сарађивала је са Српским привредним друштвом Привредник, Савезом српских земљорадничких задруга и Централном касом српских привредник задруга. Важан корак ка јачању банке и ширењу њеног утицаја на подручје Војводине било је фузионисање Српске банке са новосадским Централним кредитним заводом, који је представљао најјачу српску банку у јужној Угарској, 1914. године.
После Првог светског рата банка је наставила са опрезном кредитном политиком, па је није погодила банкарска криза из 1931. године (јуриш штедиша на банке), али је доста тешкоћа у њеном пословању донео државни програм раздужења сељака који је знатан терет пребацио на банке. Српска банка била је већински власник Јадранско-подунавске банке из Београда. Банку је, као председник управног одбора, у периоду 1929-1941. година водио Светислав Шумановић. Директор банке је дуго био Велисављевић (и 1929. године). Капитал све време износио 40,5 милиона динара. 1909. године и Будимпешта је имала филијалу ове банке. Године 1929. банка је имала следеће филијале: Нови Сад, Суботица, Велики Бечкерек, Сомбор, Дубровник, Митровица, Сплит, Шибеник и Книн.
Окупацијом Југославије 1941. године власт НДХ преузела је Банку, поставила своју управу и променила име. Банка је од 1941. године носила назив „Трговачко индустријална банка“. После Другог светског рата није дозвољено обнављање рада Српске банке.
Луча је у мартовском броју за 1896. писала о сукобу демонстраната и полиције код зграде Српске банке у Загребу.
Цетињски вјесник је 1911. године писао да ће у Загребу Српска банка подићи троспратну зграду на углу Јуришићеве и Петрињске улице, која ће коштати 600.000 круна. Данас је у тој згради Хрватска поштанска банка.

## Деоничари Српске банке
| Име и презиме     | Број деоница |
| ----------------- | ------------ |
| Симо Матавуљ      | 29           |
| Михајло Пупин     | 338          |
| Богдан Медаковић  | 100          |
| Паулина Матијевић | 2.025        |
| Иван Мештровић    | 13           |
| Паја Јовановић    | 19           |
| Лазар Дунђерски   | 780          |
| Ђорђе Дунђерски   | 487          |